# 埃伦·普赖斯

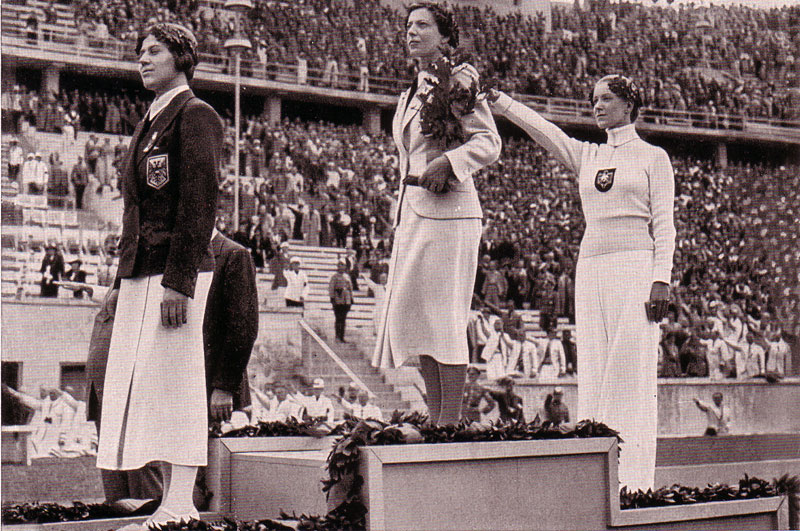
埃伦·普赖斯

埃伦·普赖斯（德語：Ellen Preis，1912年5月6日—2007年11月18日），奥地利女子击剑运动员。她曾代表奥地利参加1932年、1936年、1948年、1952年和1956年夏季奥林匹克运动会击剑比赛，获得一枚金牌和二枚铜牌。